# 贺珍
贺珍（？—1662年），明朝末年将领，南明军事人物。
贺珍原是明朝军官。崇祯十四年（1641年）春至崇祯十六年（1643年）秋之间，贺珍归降李自成。1645年（顺治二年、弘光元年）二月，大顺政权瓦解时，贺珍与罗岱、党孟安、郭登先以汉中之地投降清朝，英亲王阿济格命他为汉中总兵。陕北等地大顺军在李过、高一功、李友、田虎等率领下取道汉中入四川时，贺珍率部阻击，被李过、高一功等击败。1645年六月左右，大西张献忠派军三万北攻汉中，贺珍迎敌，大西兵不知虚实，退回四川。九月，清廷授贺珍为定西前将军。当时多铎、阿济格统领的清军主力都已远离陕西，1645年十二月初，贺珍就在汉中举兵反清。称奉天倡义大将军。1645年十二月中旬，贺珍领兵进攻凤翔县城。十七日晚上，该城驻防副将武大定、石国玺率部响应，贺珍一度占领凤翔县。宝鸡驻军高汝砺都举兵反正，响应贺珍，攻下陇州、固原等地，杀清总兵何世元。随即静宁、灵台、关中各地义军群起响应。贺珍反清后，原地方武装孙守法、胡向宸等主动领兵前来联络，共同抗击清军。孙守法拥戴明朝秦王的儿子为号召，在五郎山进行抗清。十二月下旬起，贺珍等部马、步兵七万进攻西安，一时声势颇盛。1646年（顺治三年）陕西清军不断增强，贺珍、武大定、孙守法等部转移到兴安一带。贺珍攻破郿县，杀县令宋永誉、典史傅弼等。贺珍、孙守法与大顺军刘体纯部在陕南会师，五月三十日，刘体纯、贺珍、孙守法等部攻克兴安州（今安康市），清守道、参将等官被俘。但不久在优势清军围攻下失败。1647年，清军攻五郎山，孙守法遇难。1650年（永历四年，顺治七年）十二月，永历帝加大学士文安之太子太保、吏、兵两部尚书、督师经略川秦楚豫，赐尚方剑，便宜行事。封王光兴荆国公、郝永忠益国公、刘体纯皖国公、袁宗第靖国公、李来亨临国公、王友进宁国公、塔天宝宜都侯、马翔云阳城侯、贺珍岐侯、李复荣渭源侯、谭弘新津侯、谭诣仁寿侯、谭文涪侯、党守素兴平侯。1651年，贺珍、刘体纯、袁宗第、塔天宝、李来亨、郝摇旗等人率领的大顺军余部，先后转移到川东地区，与当地抗清武装相结合，组成了夔东十三家。岐侯贺珍据守大昌北面大宁（今重庆巫溪县）。1662年，贺珍病死在大宁，由其子贺道宁以富平伯名义统率部众。